# 緬希科夫宮

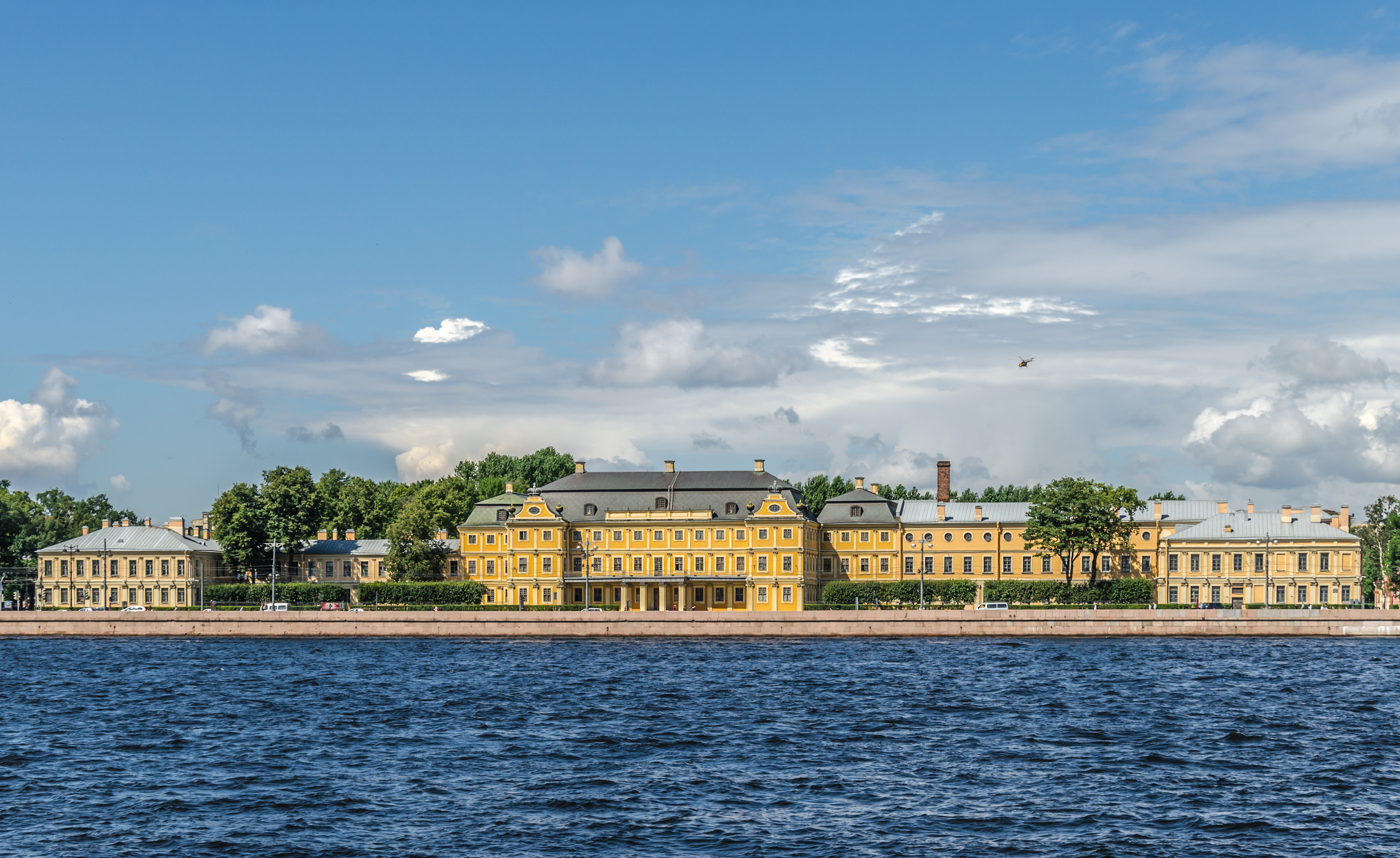

59°56′20″N 30°17′46″E / 59.939°N 30.296°E
緬希科夫宮（俄语：Меншиковский дворец）是俄羅斯聖彼得堡的一座宮殿建築，外觀為彼得巴洛克式風格，位於大涅瓦河中的瓦西里島上。該建築是聖彼得堡第一座石造建築。1917年6月16日至7月7日，第一次全俄工人与士兵代表苏维埃代表大会在此地举办。自1981年開始，該建築是一座公共博物館。

## 外部連結
- Menshikov Palace (Saint Petersburg) （页面存档备份，存于）